# 尹昊重
尹昊重（：／ Yun Ho-jung；1963年3月27日—），大韓民國自由派政治人物，第5任行政安全部部长，第17、19至22屆國會議員，2022年總統選舉後出任共同民主党非常對策委員長（臨時黨魁），後於同年6月因地方選舉敗選而率領黨務幹部集體請辭。

## 政治立場
尹昊重早期支持同性戀議題，但2020年國會選舉前，他改變立場，表示其所屬政黨不贊同與支持同性戀的綠色黨合作。
尹昊重為親文派。